# Felix Müller (Maler)
Felix Müller (geboren 20. Mai 1969 als Matthias Felix Müller in Berlin) ist ein deutscher Künstler, Grafiker und Hochschullehrer.

## Leben
Felix Müller wurde in Ost-Berlin geboren und wuchs dort auf. Müllers Vater war der Künstler und Bühnenbildner Hans-Helmut Müller. Seine Mutter ist die Malerin Barbara Müller-Kageler. Er studierte von 1990 bis 1996 an der Kunsthochschule Berlin-Weißensee in der Fachrichtung Grafik bei Dietrich Noßky, Volker Pfüller, Nanne Meyer und Henning Wagenbreth.
Müller war Mitbegründer des Berliner Parkwart-Verlags, drehte Animationsfilme (Super-8/Video) und illustrierte Künstlerbücher in Siebdruck/-Copy-Technik. Er arbeitet vorwiegend in den Medien Malerei und Siebdruck und gestaltet raumfüllende Wandarbeiten. Eine wichtige Technik in seinem Werk ist der Einsatz von Foliencuts.
2006 erfolgte die Aufnahme eines seiner Künstlerbücher in die Sammlungen des Museum of Modern Art (Art Book Collection Martha Wilson/Franklin Furnace Collection), New York, USA.
Von 2010 bis 2016 hatte er eine Professur am Caspar-David-Friedrich-Institut der Ernst-Moritz-Arndt-Universität – den Lehrstuhl für Bildende Kunst mit einem Schwerpunkt angewandte Kunst. Zuvor war Müller Dozent an der Games Academy Berlin und Gastprofessor an der Alanus Hochschule für Kunst und Gesellschaft Bonn.
Seit 2021 hat Felix Müller eine Stiftungsprofessur für Bildende Kunst am Institut für Bühnengestaltung der Kunstuniversität Graz (KUG) in Österreich.
Felix Müller lebt und arbeitet in Berlin und Graz.

## Ausstellungen
- 1999 Pleasure Principle, Kunstraum Kreuzberg/Bethanien, Berlin
- 2003 Kunstpreis Junger Westen, Kunsthalle Recklinghausen[4]; Exkursion, Galerie Voelcker und Freunde, Berlin[5]
- 2004 müller hoch 3 (mit Barbara Müller-Kageler und Hans-Helmut Müller), Kunst- und Medienzentrum Adlershof, Berlin[6]
- 2005 Intercity, Haus am Waldsee, Berlin (2004 auch: Kunsthalle Manes, Prag)[7]
- 2008 Jagdszenen, Messesammlung Dornbirn und Galerie Mertens
- 2009 Art Bodensee Collection – Die Ankäufe 2008, Galerie Lisi Hämmerle, Bregenz[8]; Werke aus der Sammlung, HSH Nordbank[9]; Scapa Memories, Museum Tinguely, Basel
- 2011 Kunde vom Wald – Kunst aus zwei Jahrhunderten, Jagdschloss Granitz, Projekt des Ministeriums für Landwirtschaft, Umwelt und Verbraucherschutz und dem Ministerium für Bildung, Wissenschaft und Kultur Mecklenburg-Vorpommern, der Staatlichen Schlösser und Gärten Mecklenburg-Vorpommern und der Landesforstanstalt Mecklenburg-Vorpommern.[10]

## Werke in öffentlichen Sammlungen
- Kunstsammlung des Landes Mecklenburg-Vorpommern[11]
- Museum of Modern Art: Franklin Furnace Collection[12]
- Anthology Film Archives, New York
- Art Bodensee Collection[8]
- Kunstsammlung der HSH Nordbank[13]

## Auszeichnungen
- 1996 Arbeitsstipendium artbridge, London
- 2006 1. Preis Gestaltungswettbewerb Brandwand, Universität der Künste Berlin/Hochtief Berlin, mit Niki Elbe[14][15]
- 2018/19 Preis des Lichtkunst-Wettbewerbs BTHVN2020 der Stadt Bonn[16]
- 2020 Lighting Design Award 2020 London (Nominierung)[17]
- 2020 „Gold Winner“ Muse Design Award 2020 New York[18]
- 2020/21 German Design Award 2021»Special Mention« für Light Installations for the Beethoven Year 2020 in der Kategorie Excellent Architecture – Lighting Design[19]
- 2021 (D)ARC AWARD 2020, London – nominiert in der Short List[20]
- 2021 DNA Paris Design Award[21]

## Kataloge
- Kleine Welten, Hrsg. Kunst- und Medienzentrum Adlershof, Berlin 1996
- Artbridge/Kunstbrücke Hrsg. Projektgruppe Kunstbrücke, Berlin/London 1996 und 1997
- Junger Westen, Hrsg. Ferdinand Ullrich, Kunsthalle Recklinghausen 2003, S. 54–55 ISBN 3-929040-75-1
- Intercity: Berlin-Praha Katalog zur Ausstellung, Hrsg. Haus am Waldsee und Stiftung Tschechischer Kunstfonds, Berlin 2005[22]
- Felix Müller – Arbeiten 2002 - 2006, Katalog zur Ausstellung in der Galerie Martin Mertens, Berlin 2006.
- Parkhaus Recall, Katalog zur Ausstellung in der Galerie Alte Schule, Hrsg. Kulturzentrum Berlin-Adlershof, Berlin 2007
- Was mir heilig ist, Siebdrucke 2007–2009, artbux Verlag, 2009 ISBN 978-3-942203-00-5
- Raum!, 2003–2011, artbux Verlag, 2011 ISBN 978-3-942203-02-9
- Paintball, Bilder und Zeichnungen 2010–1012, artbux Verlag, 2013 ISBN 978-3-942203-05-0
- Raster, artbux Verlag, 2014 ISBN 978-3-942203-06-7

## Werke
- 2019 Zum Licht, Kunst-am-Bau-Projekt (mit Nils-R. Schultze)
- 2013 Leben an der Schönhauser, Kunst-am-Bau-Projekt (mit Julia Brodauf)[23][24]
- 2001 Unsecret Rooms, Fassadenkunstprojekt in der Berliner Diercksenstraße, Haus Findeisen (I) bzw. Gipsstraße (II). Projekt der Galerie Blickensdorf, Berlin
- 1995 Spielfilm Die Anmaßung (Super-8/16 mm), zusammen mit Berthold Bock
- 1994 Künstlerbuch Later walk beneath the stones: (les grands boulevards), Parkwart Verlag[25]